# Гемпстед (Північна Кароліна)
Гемпстед (англ. Hampstead) — переписна місцевість (CDP) в США, в окрузі Пендер штату Північна Кароліна. Населення — 7016 осіб (2020).

## Географія
Гемпстед розташований за координатами 34°21′46″ пн. ш. 77°45′20″ зх. д. / 34.36278° пн. ш. 77.75556° зх. д. (34.362784, -77.755450).  За даними Бюро перепису населення США в 2010 році переписна місцевість мала площу 52,82 км², з яких 52,47 км² — суходіл та 0,36 км² — водойми.

## Демографія
Згідно з переписом 2010 року, у переписній місцевості мешкали 4083 особи в 1608 домогосподарствах у складі 1208 родин. Густота населення становила 77 осіб/км².  Було 1823 помешкання (35/км²).
Расовий склад населення:
| - 91,9 % — білих - 4,9 % — чорних або афроамериканців - 0,5 % — азіатів - 0,2 % — корінних американців - 1,3 % — осіб інших рас |

До двох чи більше рас належало 1,3 %. Частка іспаномовних становила 3,3 % від усіх жителів.
За віковим діапазоном населення розподілялося таким чином: 23,1 % — особи молодші 18 років, 59,6 % — особи у віці 18—64 років, 17,3 % — особи у віці 65 років та старші. Медіана віку мешканця становила 42,6 року. На 100 осіб жіночої статі у переписній місцевості припадало 98,3 чоловіків;  на 100 жінок у віці від 18 років та старших — 97,7 чоловіків також старших 18 років.
Середній дохід на одне домашнє господарство  становив 76 885 доларів США (медіана — 64 963), а середній дохід на одну сім'ю — 93 128 доларів (медіана — 76 888). За межею бідності перебувало 11,4 % осіб, у тому числі 20,1 % дітей у віці до 18 років та 3,7 % осіб у віці 65 років та старших.
Цивільне працевлаштоване населення становило 1722 особи. Основні галузі зайнятості: освіта, охорона здоров'я та соціальна допомога — 19,7 %, роздрібна торгівля — 18,0 %, науковці, спеціалісти, менеджери — 16,8 %.